# Pink Subaru
Pour les articles homonymes, voir Subaru (homonymie).

Pink Subaru (Subaru rose) est une comédie israélo-palestino-italo-japonaise réalisé par Kazuya Ogawa sur un scénario original d’Akram Tillawi et de sa femme Giuliana Mettini  et sortie en 2009.

## Synopsis
Ce vendredi est un grand jour pour Elzober, un modeste veuf et père de deux enfants, qui vit à Tayibe dans la région du Triangle et à la frontière de la Cisjordanie, et travaille comme cuisinier dans un restaurant de sushis à Tel Aviv : après vingt ans d’économies, il achète une Subaru Legacy noir métallisé, qui va l’aider à préparer le mariage de sa jeune sœur Aisha, prévu le vendredi suivant.
Hélas, le lendemain matin, la voiture a été volée et Elzober apprend que la vendeuse de chez Subaru ne l’a pas encore assurée. Le mariage d’Aisha est remis en question et des amis de Tayibe, le fiancé d’Aisha, des amis juifs de celle-ci, le patron d’Elzober et son employée japonaise se mettent en chasse pour aider Elzober à recouvrer son bien. 
Cette quête les amène à Tulkarem, haut lieu des trafics de voitures volées de Cisjordanie, à la célèbre Im Subaru qui a la haute main sur les voitures de cette marque, et à une Subaru Legacy du plus beau rose auprès de laquelle tous les protagonistes, dont la vendeuse fautive, finissent par se retrouver pour apprendre le fin mot de l’histoire. Elzober retrouvera sa voiture et Aisha et Mustafa pourront se marier en temps voulu.

## Rôle particulier de la Subaru
Comme Kazuya Ogawa l’explique dans une interview, dans les années 1970, Israël avait de grands besoins en véhicules de transport et beaucoup de constructeurs japonais, travaillant avec les pays arabes, ne pouvaient leur en vendre par crainte de représailles. Seul Subaru échappait à cette contrainte, de sorte que la marque s’est répandue en Israël et dans les territoires occupés.
Les Palestiniens d’Israël et des territoires ayant un plus faible niveau de vie, la Subaru est vue comme la « voiture arabe » par excellence dans l’ancienne Palestine.
Dans une scène fameuse de la sitcom Arab Labor, le héros, Amjad, se fait arrêter par la police car il roule en Subaru. Plus tard dans la série, il achète une « voiture juive » coûteuse, ce qui ne l’empêchera pas de connaître d’autres mésaventures.

## Distribution
- Akram Tillawi :  Elzober (comme Akram Telawe)
- Lana Zreik :  Aisha, la sœur d’Elzober
- Nidal Badarneh : Jameel, un ami d’Elzober
- Michal Yannai :  Smadar, la vendeuse de voitures Subaru
- Nozomi Kawata :  Sakura, la collègue d’Elzober au restaurant de sushis
- Hassan Taha : Mustafa, le fiancé d’Aisha
- Salwa Nakkara :  Im Subaru, la grande patronne des Subaru à Tulkarem
- Merav Sheffer :  Esther, une amie juive d’Aisha
- Eli Maman : Jordan, le mari d’Esther
- Akram Khoury :  Mahmoud, un ami d’Elzober qui part à la Mer Morte
- Ruba Blal : La femme de Mahmoud
- Nahd Bashir :  Adel, un homme aux biens mal acquis qui doit retrouver la voiture
- Adib Jahshan :  Abusam, l’oncle d’Elzober
- Mantarô Koichi :  Zen, responsable de la citerne à Tulkarem et amateur de sushis
- Raquel Shore :  La tante
- Dan Toren :  Dani, le patron du restaurant de sushis
- Michael Warshaviak :  Gidon
- Loai Nofi : Le voleur de la voiture d’Esther et Jordan (comme Loai Noufi)
- Giuliana Mettini : Miss Legacy

## Référence
1. ↑  (en)« Interview de Kazuya Ogawa » (consulté le 8 août 2012)